# Sam Moore
Samuel David Moore (12. října 1935 Miami – 10. ledna 2025 Coral Gables) byl americký zpěvák a člen soulového a R&B dua Sam & Dave, které bylo aktivní mezi lety 1961 až 1981. Druhým členem byl Dave Prater. Duo bylo uvedeno do Rock and Roll Hall of Fame, síně slávy Grammy (za skladbu „Soul Man“), síně slávy vokálních skupin a do National Rhythm & Blues Hall of Fame.

## Kariéra
Vystupoval pod zdrobnělinou Sam v hudebním duu Sam & Dave. Charakterizující byl jeho vyšší tenor. Vystupoval na nejrůznějších koncertech, od oslav 40. výročí založení společnosti Atlantic Records (1988) až po jazzový festival v New Orleans.
Vystoupil mimo jiné na poctě Elvisi Presleymu v roce 1994, na poctě Wilsonovi Pickettovi při udílení cen Grammy v roce 2006 a ve stejném roce na poctě Smokeymu Robinsonovi v Kennedyho centru. Spolupracoval s dalšími slavnými umělci, jako jsou Conway Twitty, Bruce Springsteen, Don Henley, Elton John, Phil Collins, Lou Reed, Mariah Carey, Vince Gill nebo Marty Stuart.
Hudební kritik a Mooreův blízký přítel Dave Marsh jej v roce 2002 označil za největšího žijícího zpěváka soulu. V roce 2006 obdržel cenu MOBO (Music of Black Origin) za celoživotní dílo.

## Smrt
Zemřel 10. ledna 2025 po operaci v nemocnici v Coral Gables na Floridě. Bylo mu 89 let. Zůstala po něm manželka Joyce MacRaeová, s níž se oženil v roce 1982.

## Diskografie

### Studiová alba
- Overnight Sensational (2006)